# Boeing XB-15
Vous lisez un « bon article » labellisé en 2019.
Le Boeing XB-15, désigné Model 294 chez l'avionneur, est un prototype de bombardier lourd quadrimoteur à long rayon d'action développé dans les années 1930. La conception débute en 1934, à la suite d'une demande de l'United States Army Air Corps (USAAC), qui souhaite un bombardier pouvant opérer sur une distance de plus de 8 000 km. En 1935, le projet est brièvement renommé XBLR-1, comme bombardier à long rayon d'action, avant de redevenir XB-15. Seul un prototype est construit avant l'abandon du projet ; c'est à cette époque le plus gros avion jamais construit aux États-Unis ; il effectue son premier vol le 15 octobre 1937. Un vol de 8 000 km doit prendre 33 heures à une vitesse de croisière de 245 km/h ; l'équipage est alors composé de plusieurs équipes et des couchettes permettent aux membres de dormir quand ils ne sont plus en service. L'avion est livré à l'USAAC au mois de décembre.
Au cours de sa carrière, le XB-15 établit plusieurs records : charge emportée, charge à une altitude donnée, distance sur circuit fermé, distance avec une charge donnée. Les capacités de bombardement de l'avion ne sont utilisées que pour des essais et il est généralement utilisé comme avion de transport de fret entre les États-Unis et l'Amérique du Sud. En 1943, il est converti dans ce but ainsi que pour le transport de troupes ; il devient le XC-105. Étant sous-motorisé, peu adapté à sa mission, sujet à des pannes fréquentes et difficile à manier pour son équipage, il est retiré en décembre 1944.

## Conception et développement

### Genèse du projet

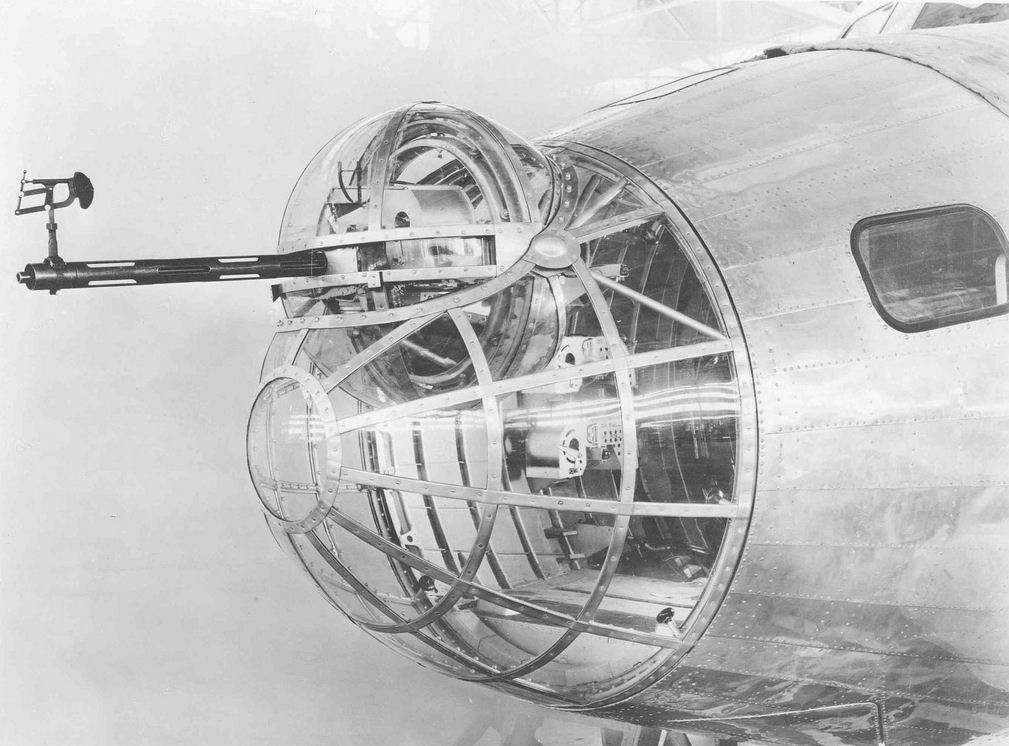
La tourelle de nez du XB-15 (calibre 12.7 mm).

La spécification qui donne naissance au XB-15 est donnée mi-1933 comme « Project A », les discussions de l'USAAC concernant la possibilité de faire voler un très grand bombardier avec un rayon d'action de 8 000 km,. En avril 1934, l'USAAC signe un contrat avec Boeing et Martin pour concevoir un bombardier capable de transporter 910 kg de bombes à une vitesse moyenne de 320 km/h sur une distance de 8 000 km,. Boeing donne au projet le nom de Model 294, tandis que l'USAAC le désigne XB-15. Le modèle de Martin, le XB-16, est jugé inférieur par l'USAAC avant même qu'un prototype soit construit, et est annulé.
En août 1934, Boeing commence la conception du Model 299 en réponse à la proposition de l'USAAC de remplacer le bombardier Martin B-10. L'équipe de conception du Model 299 intègre des éléments du Model 294, notamment l'emploi de quatre moteurs, et du Boeing 247. L'équipe de conception du Model 299 travaille en parallèle avec l'équipe supervisée par Jack Klystra, mais des difficultés dans la fabrication d'un aussi gros avion ralentissent le développement du 294. Le Model 299 vole pour la première le 28 juillet 1935 ; il sera produit en série sous la désignation B-17.
Mi-1935, l'USAAC fait fusionner le projet A avec le projet D ; une proposition demandant « le plus grand rayon d'action possible à l'avenir ». Le programme unifié est appelé BLR pour « Bomber, Long Range » (bombardier à long rayon-d'action). Le XB-15 est renommé XBLR-1 ; il est rejoint dans le programme BLR par deux autres projets : un de Douglas Aircraft, le XBLR-2 qui deviendra plus tard le XB-19 ; et un de Sikorsky Aircraft, appelé XBLR-3, annulé par la suite. L'année suivante, le programme XBLR est abandonné et le prototype de Boeing redevient le XB-15.

### Essais et développements ultérieurs
L'équipe de conception de Boeing, dirigée par Jack Klystra, a initialement l'intention d'installer des moteurs Allison V-3420 de 2 600 ch à cylindres en W et à refroidissement liquide ; comme ils ne sont pas prêts, des moteurs en étoile Pratt & Whitney R-1830 de 850 ch refroidis par air sont utilisés à la place. En septembre 1937, la construction est achevée ; le XB-15 effectue son premier vol le 15 octobre, piloté par Edmund Allen,,. Son train d'atterrissage à roues doubles reste descendu du décollage à l'atterrissage. Le 2 décembre 1937, le XB-15 vole de Seattle à Wright Field (en), dans l'Ohio, pour être réceptionné par l'USAAC pour les essais.

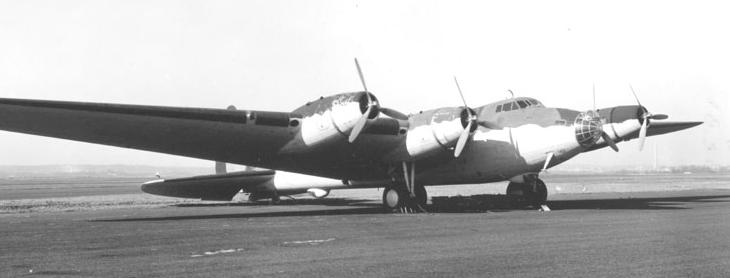
Le XB-15 parqué sur une piste.

Avec les moteurs moins puissants, la vitesse spécifiée de 322 km/h n'est pas tout à fait atteinte, même quand l'avion est vide ; la meilleure vitesse atteinte au niveau de vol est de 317 km/h. Avec la charge stipulée de 907 kg (2 000 lb) la vitesse maximum est un décevant 233 km/h. Considéré comme trop lent pour un avion de combat, le projet est abandonné. Cependant, les ingénieurs de Boeing projettent que l'avion pourrait être capable de transporter le fret aérien le plus lourd à ce jour : une charge de 3 600 kg (8 000 lb). Afin de remédier aux défauts du XB-15, Boeing va de l'avant en concevant un dérivé, appelé Model 316, un très lourd bombardier à ailes hautes, avec une cabine pressurisée et un train tricycle ; l'avion, désigné Y1B-20 par l'USAAC, est légèrement plus grand, utilisant des moteurs plus puissants. Toutefois, le Secrétaire à la Guerre, Harry Hines Woodring, annule le projet avant le début de la construction, en faveur du coûteux Douglas XB-19,.
Les défis de conception découlant de la grande taille du XB-15 sont difficiles à surmonter, mais les leçons apprises par Boeing ont été utilisées plus tard pour l'hydravion Model 314. La progression du travail de conception qui a débuté avec le XB-15 porte finalement ses fruits avec le Model 345 présenté à l'USAAC en mai 1940 ; le très lourd bombardier qui aboutit au B-29 Superfortress,.

## Descriptif technique
Avec 45,41 m d'envergure et 26,69 m de long, le XB-15 est pour l'époque un avion de très grandes dimensions. La voilure a une surface de 258 m2 et est placée en position médiane par rapport au fuselage, de conception semi-monocoque ; ce dernier est profilé et épouse la forme de l'aile. Le train d'atterrissage est de type classique ; deux jambes de deux roues chacune constituent le train principal et se rétractent dans les carénages des deux nacelles moteurs les plus proches du fuselage ; une roulette de queue permet de diriger l'avion au sol. L'avion est propulsé par quatre moteurs à 14 cylindres en étoile Pratt & Whitney R-1830-11 Twin Wasp, développant chacun une puissance de 850 ch (625,1 kW).
Dans sa soute, le XB-15 peut emporter un maximum de 5 400 kg de bombes. Pour sa défense, il est équipé de six tourelles : une sur le nez, une sur chaque côté, à l'arrière du fuselage, une sur le dessus et deux sur le dessous du fuselage. Ces tourelles sont équipées au total de quatre mitrailleuses de 7,62 mm et de deux de 12,7 mm. La tourelle de nez, tout à l'avant de l'avion, est placée sur un nez vitré qui pivote à 360° selon l'axe longitudinal de l'avion. Les postes du mitrailleur avant et de l'opérateur bombardier sont situés en avant du poste de pilotage, plus bas que celui-ci ; l'accès se fait via une double porte située entre les deux pilotes.
Le XB-15 est le premier avion à posséder certaines caractéristiques comme un pilote automatique, un équipement de dégivrage et deux générateurs à essence utilisés comme groupes auxiliaires de puissance indépendants des moteurs principaux pour alimenter le système électrique de 110 volts ; ce système électrique utilise du courant alternatif monophasé d'une fréquence de 800 Hz Les moteurs sont accessibles via un tunnel d'accès à l'intérieur de l'aile, ce qui permet d'effectuer des réparations mineures en vol. Le compartiment de l'équipage, dans l'avion, est assez grand, avec des lits superposés, un galley et des toilettes.

## Histoire opérationnelle

### Bombardier

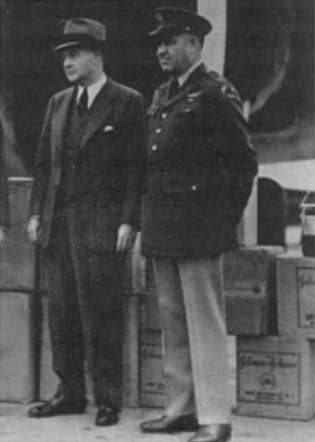
Un agent de la Croix-Rouge américaine et le Major Caleb V. Haynes supervisent le chargement de matériel médical d'urgence à bord du XB-15, début 1939.

L'unique prototype est assigné au 2nd Bombardment Group (en) de l'United States Army Air Corps (USAAC) à Langley Field en Virginie, au mois d'août 1938,. À la suite du tremblement de terre du 24 janvier 1939 à Chillán, au Chili, le prototype effectue une mission de secours, transportant du matériel médical. Commandé par le major Caleb V. Haynes, l'appareil transporte 1 470 kg de matériel d'urgence de la Croix-Rouge américaine à Santiago, faisant seulement deux escales au cours du voyage, à France Field, dans la zone du canal de Panama, et à Lima au Pérou,,. Haynes reçoit le Distinguished Flying Cross et l'ordre du Mérite du Chili, et l'ensemble des onze membres d'équipage gagne le Mackay Trophy (en).
Haynes pilote de nouveau le XB-15, le 10 juin 1939, pour ramener le corps de l'aviateur mexicain Francisco Sarabia, qui est décédé dans un écrasement dans le Potomac. Après être revenu de Mexico, Haynes et son copilote William D. Old entreprennent des essais en vol à Fairfield, dans l'Ohio, avec de très lourds chargements. Ils utilisent le XB-15 pour transporter des charges de 10 000 kg (22 046 lb) à une altitude de 2 508 m (8 228 ft), et 14 136 kg (31 164 lb) à 2 000 m (6 561,6 ft), réalisant des records du monde. Haynes reçoit le certificat émis par le National Aeronautic Association (NAA) pour un record international de « la plus grande charge emportée à une altitude de 2 000 mètres ». Le XB-15 n'est pas très rapide pour un bombardier, mais il est l'avion le plus rapide capable de transporter un tel chargement, et de voyager sur de si longues distances. En juillet 1939, Haynes reçoit le certificat du NAA pour avoir établi un record de vitesse international sur 5 000 km avec une charge utile de 2 000 kg. La dernière performance établit également un record de distance sur circuit fermé avec 5 036,025 km (3 129,241 mi).
Parti de Langley, le XB-15 arrive à Albrook Field à Panama, le 10 avril 1940 et débute immédiatement les essais de bombardement des protections des écluses, commandé par Haynes avec le capitaine Curtis LeMay comme navigateur et le lieutenant John B. Montgomery comme bombardier. Des 150 bombes larguées, seulement trois atteignent la cible : un bunker spécialement construit simulait une salle des machines renforcée. Les quelques coups conduisent cependant à des améliorations dans la conception des bunkers. Début mai, Haynes et LeMay effectuent un vol de reconnaissance au-dessus des îles Galápagos, en partant de Panama, le contrôle incluant l'île Baltra. Haynes pilote le XB-15 au retour vers les États-Unis, quittant Panama le 11 mai 1940.
Fin 1940, l'armement défensif du XB-15 est retiré à Duncan Field, en Floride. Les sièges ont été attachés de sorte que les équipages des avions du programme prêt-bail (lend-lease) puissent revenir après la livraison.

### Avion de transport
Le 6 mai 1943, l'US Army Air Forces (USAAF) convertit l'unique prototype en avion de transport et le redésigne XC-105. Une grue est montée et des portes cargo installées. Sa masse maximale en charge est augmentée à 42 000 kg. À cette époque, l'appareil est surnommé « Grandpappy » par les aviateurs du 20th Troop Carrier Squadron. Il affiche un nose art représentant un éléphant transportant sur son dos une grosse caisse étiquetée « supplies » (provisions, en anglais). Pendant la Seconde Guerre mondiale, le XC-105 transporte du fret et du personnel vers et depuis la Floride, et à travers les Caraïbes, basé à Albrook Field à partir de juin 1943. Des centaines de jeunes femmes ont été transportées dans le Grandpappy de Miami vers la zone du canal pour participer aux travaux du gouvernement américain ; ces voyages étaient surnommés « Georgia Peach Run ». Grandpappy allait vers les Galápagos, atterrissait à l'île Baltra sur l'aérodrome même construit après la mission de reconnaissance du XB-15 en mai 1940.
L'équipage de Grandpappy est réduit à six hommes, décrivant l'avion comme difficile à faire voler et à utiliser. Deux incendies et une panne complète du système électrique se produisent en l'air,. L'appareil est retiré du service actif le 18 décembre 1944, assigné au Panama Air Depot. En juin 1945, il est condamné à être détruit à Albrook Field, à Panama, ses moteurs et pièces internes retirés avec son empennage vertical et sa dérive. La carcasse est déposée dans la décharge de Diablo, une zone marécageuse située au sud-ouest de la piste, où il disparaît lentement de la vue,,. Des squatteurs ont construit des cabanes sur pilotis dans le marais, recouvrant les débris. L'ancienne décharge est maintenant une zone industrielle, avec Grandpappy en dessous.
Au cours de ses 18 mois de service comme avion de transport, le XC-105 a transporté plus de 5 200 passagers, 200 000 kg de marchandises et 43 000 kg de courrier. Il a effectué 70 voyages cargo et 60 missions, dont des patrouilles anti-sous-marines. Exceptionnellement, l'avion était toujours appelé « il » par son équipage.

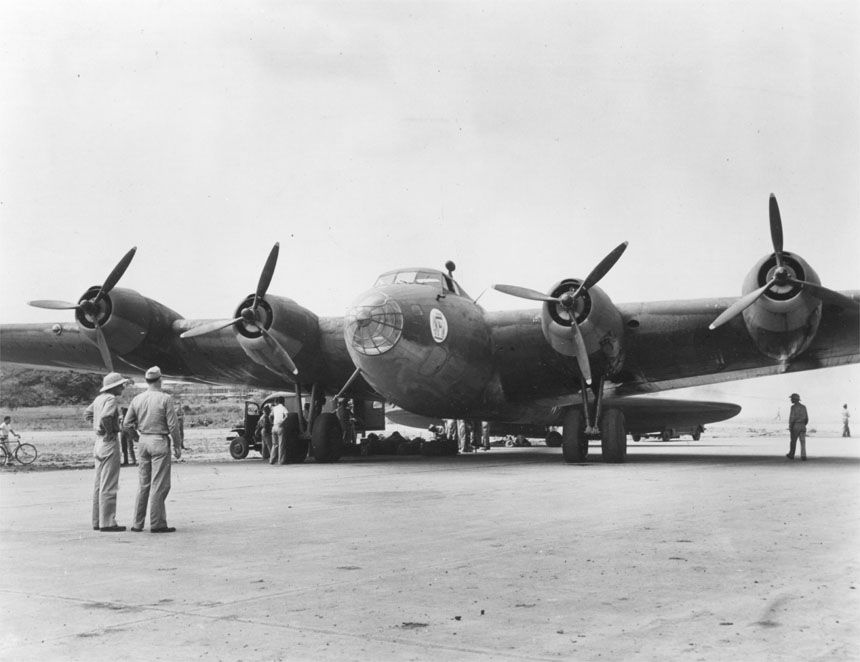
XC-105 Grandpappy à Panama.
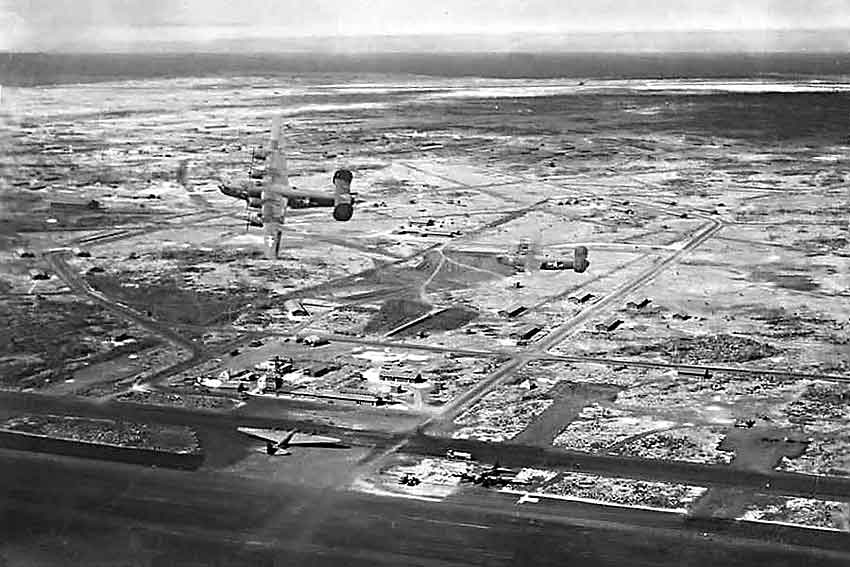
Le XC-105 parqué sur l'île Baltra dans les Galápagos. Les appareils volant au-dessus sont des B-24 Liberator.
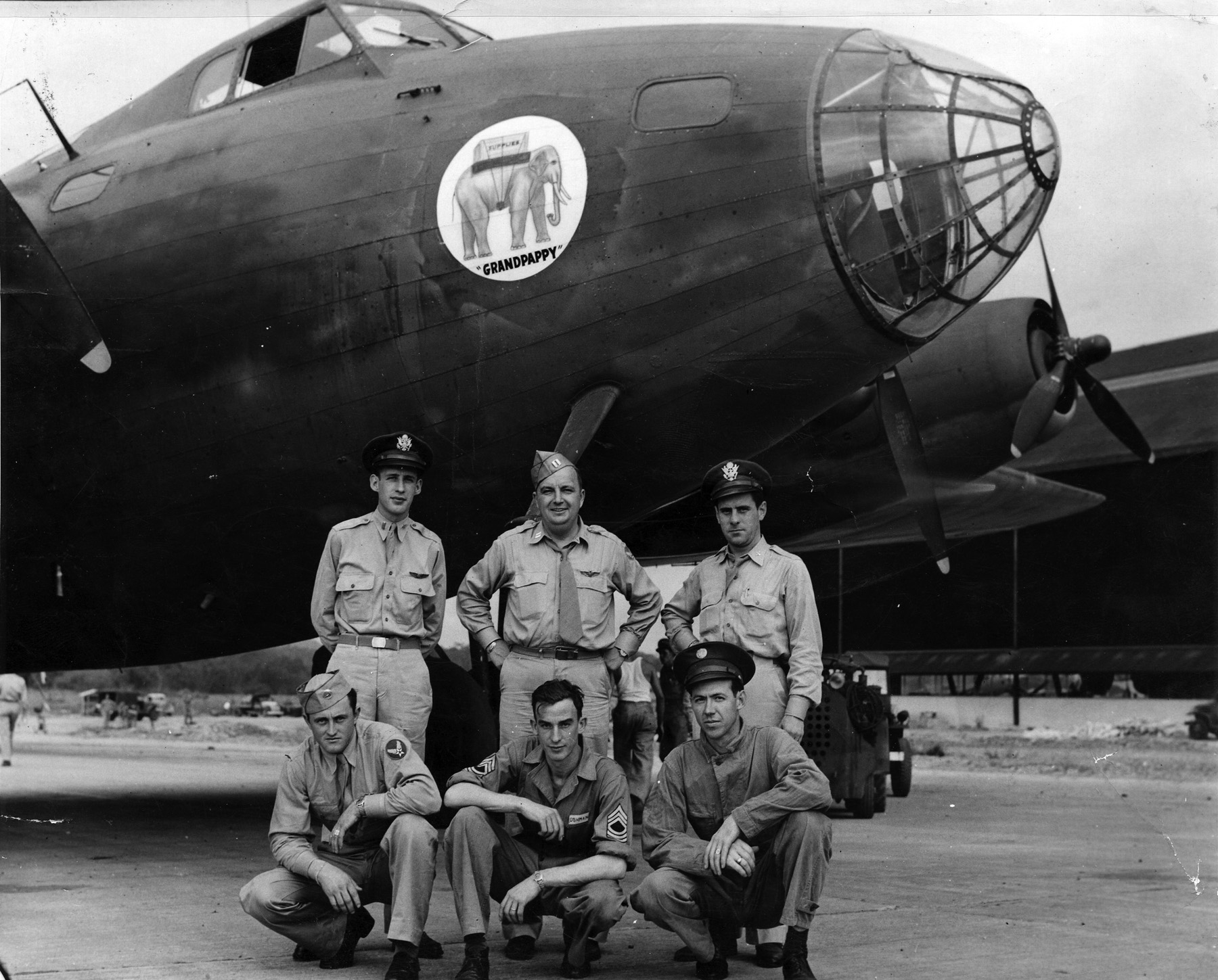
L'équipage devant le Grandpappy à Panama en 1943. À noter l'absence de la tourelle de nez.

## Caractéristiques (XB-15)
Données de Boeing Aircraft since 1916, Boeing : géant de l'aéronautique de 1916 à nos jours.
Caractéristiques générales
- Équipage : 10 membres
- Longueur : 26,7 m
- Envergure : 45,43 m
- Hauteur : 5,51 m
- Surface alaire : 258,4 m2
- Masse à vide : 17 141 kg
- Masse maximale au décollage : 32 139 kg
- Moteur : 4   moteurs en étoile (14 cylindres en double étoile) Pratt & Whitney R-1830-11 de 634 kW (850 ch) en croisière (1 000 ch au décollage) chacun

 Performances 
- Vitesse maximale : 317 km/h (à 1 500 m)
- Vitesse de croisière : 245 km/h
- Distance franchissable : 8 260 km (4 460 NM)
- Rayon d'action en combat : 5 470 km (2 960 NM)
- Plafond : 5 760 m (18 900 pi)

Armement

- Canons : 3 mitrailleuses Browning 1919 (7,62 mm) et 3 mitrailleuses Browning M2 (12,7 mm)
- Bombes : 5 400 kg de bombes

#### Livres
- (en) Bill Yenne, The Story of the Boeing Company, Motorbooks International, 30 septembre 2005, 288 p. (ISBN 0-7603-2333-X et 978-0-76032-333-5).
- (en) Gordon Swanborough et Peter M. Bowers, United States Military Aircraft Since 1909, Washington, États-Unis, Smithsonian Institution Press, 1er août 1989, 766 p. (ISBN 0-87474-880-1 et 978-0-87474-880-2).
- (en) Patrick Boniface, Boeing's Forgotten Monster : XB-15 a Giant in Search of a Cause, coll. « Air Enthusiast » (no 79), janvier-février 1999.
- (en) Peter M. Bowers, Boeing Aircraft since 1916, Londres, Putnam, Third edition, 1989, 668 p. (ISBN 0-85177-804-6).
- (en) Ray Merriam et Leo Kohn, U. S. Warplanes of World War II, Merriam Press, 2000, 103 p. (ISBN 1-57638-167-6 et 978-1-57638-167-0, présentation en ligne, lire en ligne), « Boeing XB-15 Super Flying Fortress », p. 43-44.
- (en) Timothy Moy, War Machines : Transforming Technologies in the U.S. Military, 1920–1940, vol. 71, Texas A&M University Press, coll. « Texas A&M University Military History Series », 2001, 218 p. (ISBN 1-58544-104-X, lire en ligne).
- Alain Pelletier, Boeing : géant de l'aéronautique de 1916 à nos jours, Boulogne-Billancourt, ETAI, 2008, 253 p., 34 × 24 cm (ISBN 978-2-7268-8776-9, présentation en ligne).

#### Articles
- (en) Ed S. Jr. Millam, « Grandpappy », AAHS Journal, American Aviation Historical Society, vol. 50,‎ 2005, p. 46–54.
- (en) C. F. McReynolds, Jr., « Clipper Wings Grow Larger : A Roundup of Big Aircraft Present and Future », Aviation Week, New York (États-Unis), McGraw-Hill, vol. 36, no 8,‎ 1er août 1937, p. 38-39, 42 & 45 (ISSN 0005-2175, lire en ligne, consulté le 13 juillet 2024).
- Alain Pelletier, « Boeing XB-15 : Le Léviathan », Le Fana de l'Aviation, Clichy (France), Éditions Larivière, no 357,‎ août 1999, p. 12-22 (ISSN 0757-4169).
- (en) « Styles from the States », Flight International, Londres (Royaume-Uni), Dorset House, vol. 31, no 1485,‎ 10 juin 1937, p. 577 (ISSN 0015-3710, lire en ligne [PDF], consulté le 15 janvier 2019).
- (en) J. D. Miner, « A-C Electrical Systems : What the Development of High-voltage Systems Means to the Designer of Accessories » [« Systèmes électriques au courant alternatif : ce que signifie le développement des systèmes à haut voltage pour le concepteur des accessoires »], Flight International, Londres (Royaume-Uni), Dorset House, vol. 48, no 1910,‎ 2 août 1945, p. 118 (ISSN 0015-3710, lire en ligne [PDF], consulté le 15 janvier 2019).
- (en) John W. R. Taylor, « Superfortress : The Genealogy of a Notable Long-range Heavy Bomber » [« Superfortress : la généalogie d'un célèbre bombardier lourd à long rayon d'action »], Flight International, Londres (Royaume-Uni), Dorset House, vol. 49, no 1937,‎ 7 février 1946, a & b (ISSN 0015-3710, lire en ligne [PDF], consulté le 15 janvier 2019).
- (en) Susan Hall Liang, « Grandpappy's dead and buried, but he's not forgotten », The Panama Canal Spillway,‎ 19 octobre 1979, p. 3 (lire en ligne).

#### Développement lié
- B-17 Flying Fortress
- Y1B-20
- Model 314

#### Avions comparables
- Martin XB-16